# Pavel Canda
Pour les articles homonymes, voir Canda.
Pavel Canda (ou Čanda), né le 2 février 1930 à Prague et mort le 17 avril 1995 à Saverne, est un artiste-peintre juif d'origine tchèque, ayant vécu en Alsace. 

## Biographie
Pavel Canda (ou Čanda) est né le 2 février 1930 à Prague (ex-Tchécoslovaquie) dans un milieu ouvrier. Il passe son enfance dans la capitale et dessine déjà des animaux. Fasciné par le théâtre, la danse, les arts du cirque, il se destine à être danseur mais il doit fuir sa Tchécoslovaquie natale à l'âge de 18 ans en 1948 pour des raisons politiques et religieuses. 
Il obtient en France le statut de réfugié politique. Il y exerce les fonctions de garçon de ferme et y décore une maison, pour se former et étudier à l'École des arts décoratifs. 
Il epouse Gilberte Boulangeot en 1960 vivant d'abord à Strasbourg et ensuite à Ingenheim en 1970.
En 1987 il épouse Annick Merrand-Canda, médecin psychiatre savernoise et installe son atelier 72 rue du Haut-Barr à Saverne. Sa production est intense : il peint, dessine, publie. 
En 1993 il offre un tableau à la ville de Saverne. Son œuvre est essentiellement gaie, naïve et joyeuse sauf dans une dernière période plus sombre, marquée par des couleurs sombres et le bleu, où il dessine et situe ses personnages dans un contexte dramatique d'indifférence. Il inspire des créateurs et reçoit de nombreux visiteurs comme l'artiste-peintre populaire alsacien Pascal Hausser (né en 1959) qui se rend à maintes reprises dans son atelier.
Pavel Canda meurt le 17 avril 1995. Sa tombe se trouve dans l'antique cimetière juif de Saverne situé en pleine forêt au cœur de la nature qui lui était chère et porte l'épitaphe toute simple « Pavel Canda - Artiste Peintre Tchèque ».
La Ville de Saverne rachète en 2010 quarante œuvres dont la plupart étaient inédites. Ces œuvres ont fait l'objet d'une exposition qui s'est déroulée du  26 novembre 2010 jusqu'au 31 mars 2011 au château des Rohan : des peintures, des lithographies, des polychromes, des fresques religieuses, des illustrations d'ouvrages.

## Œuvres principales
De ses œuvres on retiendra particulièrement :
- Peintures : 
  - L'enterrement (1987)
  - Sous l'arc en ciel (1977)
  - Le bonheur est dans le pré (1977)
  - Le dresseur d'ours (1982)

- Fresque :
  - Chapelle Saint Jean de Hoehnheim (Bas-Rhin) : "La fresque de la réconciliation". Elle illustre la prophétie biblique messianique d'Isaïe 11 et  représente la réconciliation entre des créatures antagonistes au sein de la nouvelle Jérusalem (herbivores, humains et prédateurs cohabiteront paisiblement).

- Dessins et aquarelles:
  - Scène animée (1967)
  - Le repas (1966)
  - Le violoniste (1966)
  - Les suicidés  (1966) sujet dramatique d'inspiration juive, collections du Musée d'art moderne et contemporain de Strasbourg.
  - Taschlik, collections du Musée d'art moderne et contemporain de Strasbourg.
  - Le petit cheval (en noir et blanc), collection privée.

- Aquatinte :
  - Le marionnettiste

- Lithographie:
  - Que tu es belle mon aimée

- Estampe :
  - Le cantique des cantiques, collections du Musée d'art moderne et contemporain de Strasbourg.

- Sculpture:
  - La grande crèche de Pavel Canda, terre cuite exposée lors du marché de Noël à Kaysersberg (1989).

« Ces personnages en terre glaise, malgré leur petitesse et leur mutisme… sont la préoccupation la plus douce et la plus joyeuse de chaque année, tout comme la confection du paysage de Noël avec son étable, son puits, son moulin, le village perché sur un sommet, d'où dévalent un sentier aux sinuosités gracieuses animé par les santons et le torrent traditionnel qui se déverse dans une miniature de lac ou de mare. Rien de plus amusant que la foule des villageois et des villageoises qui se hâtent d'apporter leurs présents au divin enfançon ». D'après Gustave Arnaud d'Agnel Les Santons de Provence. Éditions Delannoy - Cannes.
- Ouvrages illustrés :
  - Le Bestiaire : 30 dessins originaux de Pavel Canda en hommage à Guillaume Apollinaire, série de lithographies éditées en 1980. Éditions SADIFA - Strasbourg (ouvrage numéroté édité à 299 exemplaires).
  - Fables d'aujourd'hui de Lucien Baumann, ouvrage illustré par Pavel Canda. Éditions SADIFA - Strasbourg, 1981,  (ISBN 2-903793-00-X).